# 平壤城 (高句丽)
平壤城（朝鲜语：／）是高句丽国内城时代的陪都、卫城，高句丽的第三個都城（公元427年-586年）。在东亚史籍中，“平壤”之名首见《魏书》高句丽传：“魏世祖太延元年（公元435年）遣员外散骑侍郎李敖拜琏（即长寿王）为都督辽海诸军事、征东将军、领护东夷中郎将、辽东郡开国公、高句丽王敖至其所居平壤城。”而同期南朝史书記載高句麗的都城還在丸都山下，可能是国内城或在其附近。後唐史採用北史記載，并認為平壤就是漢朝樂浪郡。北宋编纂的《新唐书·高丽传》记载：“其君居平壤城，亦谓长安城，汉乐浪郡也...随山屈缭为郛，南涯水，王筑宫其左，又有国内城，汉城，号别都。”北宋史学家认为高句丽的长安城既是平壤、也是漢朝樂浪郡。

## 三國史記記載
据《三国史记·高句丽本纪》记载，公元247年，高句丽东川王迁都平壤城。这是高麗編輯三國歷史中提及的最早的平壤城，高句丽大約在公元313年後數十年內佔領樂浪郡，故而最早的平壤不會是樂浪郡（今平壤）。高句麗在平壤建都九十五年后，于公元342年又“移居丸都城”，几个月后，丸都城被前燕慕容氏攻破並毁坏， 高句丽故国原王被迫于翌年七月又“移居平壤东黄城”。故国原王十二年（公元342年）“春二月，修葺丸都城，又筑国内城”。在247-391年期间，提到平壤城的還有两次，美川王三年（公元302年）“高句丽侵玄菟郡，虏获八千人，移之平壤”和故国原王四年（公元334年）“增筑平壤城”。
從地理和當時的交通條件來看，最早出現的平壤更像是國內城附近的陪都，而不可能在遙遠的大同江流域。況且樂浪郡長期以漢人移民為主体民族，4世紀時高句麗人遷都進入漢人區的可能性也值得商榷。
《三国史记》的记载里，金富轼对平壤亦曰长安城，位于浿水畔，深感怀疑：“《唐书》云平壤城亦谓长安，而《古记》云自平壤移长安，则二城同异远近则不可知矣。”故将平壤和长安城并列，只说“平壤城似今西京，而浿水则大同江是也。”这表明金富轼已经发现当地并无平壤之名，而中国正史却众口一词称其为平壤，对此无从考证，故以存疑的口气记载而已。

## 平壤位置
高句丽移都平壤东黄城後的幾十年是高句丽的国力得到了恢复和巨大的发展的時期，尤其高句丽好太王公元391年即位后，国力大振。据好太王碑记载， 碑文中三次出現平穰之名，可見平穰在好太王时代是一重要地名。
朝鮮民主主義人民共和國發掘的安鹤宫遗址被朝鮮官方認為是平壤的早期建築。而吉林集安的将军坟被認為是长寿王的陵墓即承认长寿王死后又归葬“故国”，这是一种可能，尽管无文献记载。另外还有一种可能，即长寿王迁都之平壤並非近日之平壤。